# Jonas Åkerlund
Jonas Åkerlund (født 10. november 1965 i Stockholm) er en svensk film- og musikvideoinstruktør, regiassistent og filmetekniker, der har lavet musikvideoer for mange kunstnere, blandt andre Britney Spears ("Hold It Against Me") samt Lady Gaga og Beyoncé Knowles med sangene "Telephone" og "Paparazzi". For videoen til Madonnas "Ray of Light" modtog han i 1998 en Grammy Award; samme video vandt rekordmange priser ved MTV Video Music Awards 1998. Foruden prisen for årets musikvideo vandt videoen i seks kategorier.
Åkerlund er opvokset i Bromma, hvor han gik i klasse med E-Type.
Han har også arbejdet sammen med P!nk, Metallica, Christina Aguilera og U2. Han har vært med til at skrive "Telephone" med Lady Gaga og har laget musikvideoen til "When Loves Take Over" med David Guetta og Kelly Rowland. Han har også arbejdet for Rammstein i forbindelse med musikvideoen "Mein Land".
Åkerlund var den oprindelige trommeslager i bandet Bathory i perioden 1983-1984, men forlod bandet før de indspillede nogen albums.

## Videografi
| 1988 "Bewitched" for Candlemass 1989 "What's the Noise?" for Walk on Water 1992 "Shame, Shame, Shame" for Izabella Scorupco "Så länge det lyser mittemot" for Marie Fredriksson (Female half of Roxette) "Mellan sommar och höst" for Marie Fredriksson 1993 "Fingertips '93" for Roxette 1994 "Run to You" for Roxette 1995 "A la ronde" for Sinclair "Vulnerable" for Roxette "Pay for Me" for Whale 1996 "Rainbow" for Meja "June Afternoon" for Roxette "She Doesn't Live Here Anymore" for Roxette "Un Dia Sin Ti" for Roxette (Spanish version of "Spending My Time") 1997 "Do You Wanna Be My Baby?" for Per Gessle (Male half of Roxette) "James Bond Theme" for Moby "Kix" for Per Gessle "I Want You To Know" for Per Gessle "Smack My Bitch Up" for The Prodigy 1998 "Ray of Light" for Madonna (Won the 1999 Grammy Award for Best Short Form Music Video) "My Favourite Game" for The Cardigans "Turn the Page" for Metallica 1999 "Whiskey in the Jar" for Metallica "Wish I Could Fly" for Roxette "Canned Heat" for Jamiroquai "Anyone" for Roxette "Corruption" for Iggy Pop 2000 "The Everlasting Gaze" for The Smashing Pumpkins "Music" for Madonna "Porcelain" (version 1) for Moby "Try, Try, Try" for The Smashing Pumpkins "Beautiful Day" (version 1: airport) for U2 "Black Jesus" for Everlast "Still" (version 2: white hair) for Macy Gray 2001 "Gets Me Through" for Ozzy Osbourne "Walk On" for U2 "The Centre of the Heart" for Roxette "Circus" for Stina Nordenstam | 2002 "A Thing About You" for Roxette "Lonely Road" for Paul McCartney "Fuel for Hatred" for Satyricon "Me Julie" for Ali G and Shaggy "If I Could Fall in Love" for Lenny Kravitz "Beautiful" for Christina Aguilera 2003 "Opportunity Nox" for Roxette (co-directed with Kristoffer Diös) "American Life" for Madonna "Good Boys" for Blondie "Aim 4" for Flint "True Nature" for Jane's Addiction "Come Undone" for Robbie Williams "Sexed Up" for Robbie Williams "Carnival Girl" for Texas 2004 "I Miss You" for blink-182 "Tits on the Radio" for Scissor Sisters (internet video only) 2005 "Rain Fall Down" for The Rolling Stones 2006 "Jump" for Madonna "One Wish" for Roxette "Mann gegen Mann" for Rammstein "Country Girl" for Primal Scream 2007 "Wake Up Call" for Maroon 5 "Good God" for Anouk "Same Mistake" for James Blunt "Watch Us Work It" for Devo 2008 "No. 5" for Hollywood Undead "Undead" for Hollywood Undead "Sober" for Pink 2009 "Paparazzi" for Lady Gaga "When Love Takes Over" for David Guetta feat. Kelly Rowland "We Are Golden" for Mika "Celebration" for Madonna "Pussy" for Rammstein "Fresh Out the Oven" for Jennifer Lopez and Pitbull "Ich tu dir weh" for Rammstein (Won the 2011 Echo for best video national) | 2010 "Telephone" for Lady Gaga feat. Beyoncé "Hot-n-Fun" for N.E.R.D feat. Nelly Furtado "Let Me Hear You Scream" for Ozzy Osbourne "Who's That Chick?" for David Guetta feat. Rihanna (Day Version) "Who's That Chick?" for David Guetta feat. Rihanna (Night Version) "One (Your Name)" for Swedish House Mafia feat. Pharrell 2011 "Hold It Against Me" for Britney Spears "Hear Me Now" for Hollywood Undead "Moves like Jagger" for Maroon 5 feat. Christina Aguilera "Girl Panic!" for Duran Duran "Mein Land" for Rammstein 2012 "Daylight" for Maroon 5 "Doom and Gloom" for The Rolling Stones 2013 "Haunted" for Beyoncé "Superpower" for Beyoncé feat. Frank Ocean 2014 "Magic" for Coldplay "Get Her Back" for Robin Thicke "True Love" for Coldplay "Dangerous" for David Guetta 2015 "Ghosttown" for Madonna "Bitch I'm Madonna" for Madonna feat. Nicki Minaj "RM486" for Rose McGowan feat. Punishment "Could Have Been Me" for The Struts 2016 "New Romantics" for Taylor Swift "Hold Up" for Beyoncé "Óveður" for Sigur Rós "Make America Great Again" for Pussy Riot "ManUNkind" for Metallica 2017 "John Wayne" for Lady Gaga "Praying" for Kesha "The Way You Used to Do" for Queens of the Stone Age "A Little Work" for Fergie "You're the Best Thing About Me" for U2 2018 "Here Comes the Change" for Kesha 2019 "God Control" for Madonna "Under the Graveyard" for Ozzy Osbourne |